# Peneus Patera
La Peneus Patera è una struttura geologica della superficie di Marte.